# Omphalina fulvopallens
Omphalina fulvopallens är en lavart som beskrevs av P.D. Orton 1984. Omphalina fulvopallens ingår i släktet Omphalina och familjen Tricholomataceae.   Inga underarter finns listade i Catalogue of Life.